# 熊谷宿

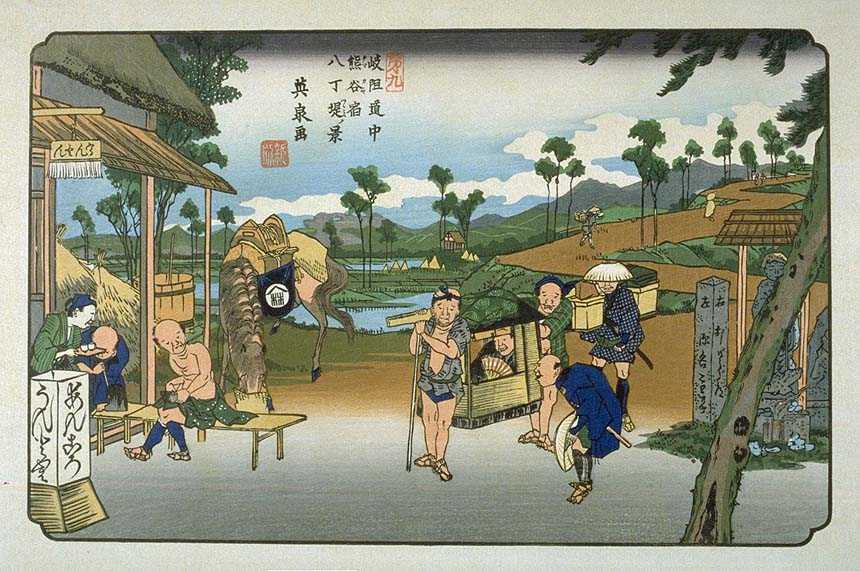
渓斎英泉作「木曽海道六十九次 熊谷宿八丁堤景」。左手にみかりや、右手に権八地蔵が見えることから宿の中心部ではなく久下付近を描いたものと推定される。

熊谷宿（くまがいじゅく、くまがやしゅく）は、中山道六十九次（木曽街道六十九次）のうち江戸から数えて8番目の宿場。
現在の埼玉県熊谷市にあたる。昭和20年（1945年）8月の熊谷空襲と戦後の都市計画の実施により、当時の面影の多くは喪失した。

## 特徴
天保14年（1843年）の『中山道宿村大概帳』によれば、熊谷宿は町並み10町11間、宿内人口3,263人（うち、男1,706人、女1,557人）、宿内家数1715軒（うち、本陣2軒、脇本陣1軒、旅籠19軒、問屋場1軒、高札場1箇所）であった。熊谷寺の門前町である中町を中心に本陣や旅籠屋など主だった家屋が並び、板橋宿に次ぐ人口規模を有した。旅籠屋の軒数が19と少ないことが特徴的であるが、宿泊業に依存せず、絹屋、綿屋、糸屋、紺屋などの機織関連の店、茶屋やうどん屋、穀屋などが軒を並べるなど、商業都市として賑わいを見せていた。一方、飯盛女については風紀を乱すという忍藩の方針から当宿には置かれなかった。

## 最寄り駅
- 東日本旅客鉄道（JR東日本）上越新幹線・高崎線、秩父鉄道秩父本線 熊谷駅

## 史跡・みどころ
星溪園
元和9年（1623年）、荒川の土手（北条土手）が切れて池が生じ、そこから生じる湧水が星川の水源となった。慶応年間になり竹井澹如によって回遊式庭園として整備が進められ昭憲皇太后、大隈重信、徳富蘇峰らが訪れた。昭和初期に星渓園と命名され、戦後に熊谷市へ寄贈されると昭和29年（1954年）に市の名勝に指定された。
その他
八木橋百貨店前に中山道の石碑、石原には秩父道しるべなど、多くの石碑やその当時の歴史を伝える物が残っている。また、熊谷寺・桜堤なども道沿いにある。なお、八木橋は現在の建物を旧中山道を遮断する形で建設した。このため、八木橋1階には、旧中山道の位置に幅を広めに取った店内通路が設置されている。それぞれの端には出入口も設置されている為、営業時間内であれば、迂回せずに旧中山道を辿る事が可能である。
また、地元の八坂神社例大祭で赤飯を振る舞っていたのがうちわに変わり、熊谷うちわ祭と呼ばれるようになった祭りも有名である。

## 隣の宿
中山道
鴻巣宿 - 熊谷宿 - 深谷宿